# Karl Wilhelm von Brausen
Karl Wilhelm von Brause (également von Brausen) (né en 1723 au manoir de Kirchkawe près de Posen et mort le 13 décembre 1801 à Neuruppin) est un officier prussien, major général et chef du 8e régiment de dragons.

## Biographie

### Origine
Karl Wilhelm est issu de la famille von Brause, probablement d'origine polonaise. Il est le fils de Johann Georg von Brause, seigneur de Kirchkawe près de Posen, et de son épouse Éléonore, née von Blankenburg.

### Carrière militaire
Brause reçoit sa formation militaire de base le 2 février 1739 en tant qu'élève-officier à Berlin. Le 16 juin 1742, il rejoint le 2e régiment de cuirassiers en tant qu'Estandartenjunker. Pendant la Seconde Guerre de Silésie, il participe aux batailles de Hohenfriedberg, de Soor et au siège de Prague . En 1745, il est promu cornet et en 1753 sous-lieutenant. En 1756, il participa à la bataille de Lobositz. En 1757, il est nommé lieutenant et en 1759, il est nommé capitaine d'état-major. Le 25 février 1760, Brause est nommé commandant de compagnie et simultanément promu capitaine. Cela est suivi en 1762 par une promotion au grade de major et en 1768 par une nomination au poste de commandant du régiment, maintenant sous le patronage d'Henri de Prusse et plus tard de Georg Ludwig von Wiersbitzki (de).
En 1770, il est transféré au 7e régiment de cuirassiers "von Manstein (de)". Dans ce régiment, qu'il commande brièvement en 1784, il est nommé lieutenant-colonel le 29 mai 1773 et colonel en 1781 et participe à la guerre de Succession de Bavière en 1778/79. En juin 1784, il rejoint le 6e régiment de dragons « comte von Posadowsky » en tant que commandant. Là, il est nommé major général le 27 mai 1785. En juin 1787, il devient chef du 8e régiment de dragons « von Platen » et reçoit l'ordre Pour le Mérite à la revue près d'Heiligenbeil le 7 juin 1789. En juillet 1790, il prend sa retraite avec une pension de 1 200 thalers.

### Famille
Brause se marie le 18 février 1764 avec Ottilie Dorothea Sophie Elisabeth von Platen (née le 22 août 1743 à Wutike). Le mariage donne naissance aux enfants suivants :
- Ulrika Albertine Sophia Ottilie Adamine (née le 23 mars 1765 à Wusterhausen et morte le 28 avril 1846 à Berlin) mariée avec Karl Heinrich Ludwig von Ingersleben[9]
- Christiane Friederike Wilhelmine (née le 26 février 1766 à Wusterhausen)
- Wilhelm Johann Christoph (né le 7 août 1767 à Wittstock)
- Wilhelmine Hermania (née en 1775) mariée en 1801 avec Friedrich Wilhelm August von Kloeden, capitaine prussien